# Раздольний (Камчатський край)
Раздольний (рос. Раздольный) — селище у Єлізовському районі Камчатського краю Російської Федерації.
Населення становить 2425 (2010) осіб. Входить до складу муніципального утворення Раздольненське сільське поселення.

## Історія
Селище засноване 1969 року. До 1 червня 2007 року у складі Камчатської області, відтак у складі Камчатського краю. Згідно із законом від 29 грудня 2004 року органом місцевого самоврядування є Раздольненське сільське поселення.

## Населення
| 2002 | 2010  |
| ---- | ----- |
| 2641 | ↘2425 |